# Megalagrion jugorum
Megalagrion jugorum – gatunek ważki z rodziny łątkowatych (Coenagrionidae). Jest endemitem hawajskich wysp Lānaʻi i Maui. Brak stwierdzeń od 1917 roku, być może już wymarł.